# Black Rain (album de Black Rain)
Pour les articles homonymes, voir Black Rain et Pluie noire (homonymie).
Albums de Black Rain
License To Thrill
(2008)
Black Rain est le premier album studio du groupe éponyme de heavy metal français Black Rain. Il est sorti en juin 2006. L'album a été enregistré, produit et mixés au Rockett Queen par Johnny Rockett.

## Titres
1. Kill Em All
2. Gods of Metal
3. No Life Till Metal
4. Winterwind
5. Awake
6. Hate, Disgust and Power
7. Crystal Night
8. Battleground
9. Everything Goes Up in Smoke

## Formation
- Swan : Guitare, chant
- Max 2 : Guitare
- Heinrich : Basse
- Kenny "Big Balls" Snake : Batterie